# Dead Set
Dead Set ist ein Live-Doppelalbum der Band Grateful Dead.

## Geschichte
Dead Set ist das Bruderalbum von Reckoning. Beide Livealben stammen aus denselben Auftritten zur Feier des fünfzehnten Geburtstags der Band. Vom 21. September bis zum 14. Oktober 1980 trat Grateful Dead im Warfield Theatre in San Francisco auf und vom 22. – 31. Oktober im Radio City Music Hall in New York City. Einige Songs sind nur in einer verkürzten Form auf dem Album zu hören.
Zuerst sollten die Aufnahmen der Auftritte für ein Doppelalbum verwendet werden, aber um eine gute Qualität und ein gutes Format zu erhalten, wurden die Aufnahmen auf zwei Doppelalben verteilt. So sind die anderen Aufnahmen dieser Auftritte auf dem Album Reckoning zu hören, welches im April 1981 veröffentlicht wurde. Reckoning enthält dabei die akustischen und Dead Set die elektrisch verstärkten Tracks.
Zusätzlich zu den beiden Alben gibt es eine Dokumentation namens Dead Ahead zu den Geburtstagsauftritten vom 30. und 31. Oktober, die auch live im Fernsehen übertragen wurde, in der die akustischen und elektrisch verstärkten Aufnahmen gemischt zu hören sind.
Jerry Garcia kommentierte dies in einem Interview damit, dass sie einfach zu viel gutes Material hatten. Die Idee von einem akustischen und einem elektrischen Album war pathetisch, insbesondere, da die elektronischen Aufnahmen selten kürzer als acht Minuten waren. Das würde bedeuten, dass pro LP-Seite nur zwei Song wären, was schon dumm sei.
Dead Set versucht mehr als die vorherigen Livealben ein typisches Grateful Dead Konzert zu simulieren, wobei auch verkürzte Soli und freie Improvisationsphasen ihren Platz haben. Da das Album ein Mitschnitt von verschiedenen Auftritten ist, gibt es auch keine bestimmten Übergänge und Kontinuität der Musik. Daher wurden freie Improvisationsphasen entfernt, um die Alben auf einer einzelnen Platte zu veröffentlichen.
Mit Dan Healy, Jerry Garcia und Betty Cantor-Jackson traten wieder Mitglieder des Grateful Dead Teams als Produzenten auf. Sowohl Healy als auch Cantor-Jackson arbeiteten als Tontechniker für die Band.
2004 erschien eine überarbeitete Version der 15 Lieder und 10 weiteren auf einer Bonus-CD von Rhino Records für das Boxset Beyond Description (1973-1989), die dann auch 2006 als einzelne CD veröffentlicht wurden. Hier wurden die freien Improvisationsphasen wieder mitberücksichtigt.
Bis zur Veröffentlichung des nächsten Albums In the Dark vergingen sechs Jahre, in denen die Band mit Liveauftritten große Erfolge feierte und vor allem Jerry Garcia durch exzessiven Drogenmissbrauch auffiel.

## Erfolge
In den Billboard Charts erreichte das Album den Platz 29 und ist somit erfolgreicher, als die akustischen Aufnahmen der Auftritte.

## Titelliste

### 1981 LP
| 1. Samson and Delilah (traditionelles Lied) – 5:02 2. Friend of the Devil (John Dawson, Robert Hunter, Jerry Garcia) – 7:28 3. New Minglewood Blues (traditionelles Lied) – 4:41 4. Deal (Hunter, Garcia) – 4:36 | 1. Candyman (Hunter, Garcia) – 7:15 2. Little Red Rooster (Howlin’ Wolf, Willie Dixon) – 4:31 3. Loser (Hunter, Garcia) – 5:45 |

| 1. Passenger (Peter Monk, Phil Lesh) – 3:21 2. Feel Like a Stranger (Barlow, Weir) – 5:41 3. Franklin's Tower (Hunter, Garcia, Kreuzmann) – 5:22 4. Rhythm Devils (Hart, Kreutzmann) – 4:02 | 1. Space (Hart, Kreutzmann, Lesh, Mydland) – 2:29 2. Fire on the Mountain (Hunter, Hart) – 6:30 3. Greatest Story Ever Told (Hunter, Hart, Weir) – 4:04 4. Brokedown Palace (Hunter, Garcia) – 5:42 |

### 2006 Bonus-CD
1. Let It Grow (Barlow, Weir) – 9:38
2. Sugaree (Hunter, Garcia) – 9:51
3. C. C. Rider (traditionelles Lied) – 7:17
4. Row Jimmy (Hunter, Garcia) – 10:14
5. Lazy Lightnin'  (Barlow, Weir) – 2:53
6. Supplication (Barlow, Weir) – 5:50
7. High Time (Hunter, Garcia) – 8:40
8. Jack Straw (Hunter, Weir) – 6:17
9. Shakedown Street (Hunter, Garcia) – 10:42
10. Not Fade Away (Buddy Holly, Norman Petty) – 4:50